# Palaeopsylla osetica
Palaeopsylla osetica är en loppart som beskrevs av Ioff 1953. Palaeopsylla osetica ingår i släktet Palaeopsylla och familjen mullvadsloppor. Inga underarter finns listade i Catalogue of Life.